# メールール
メールール（மேலூர்：Melur）は、インド南部のタミル・ナードゥ州マドゥライ県にある都市。メールール郡の中心都市である。

## 地理
北緯：10° 3' 0　／　東経： 78° 19' 60
| 県外 - チェンナイまで 427km - ティルッチラーッパッリまで 113km - コーヤンブットゥールまで 212km - カンニヤークマリまで 264km | 県内 - マドゥライまで 22km - ショーリャヴァンダーンまで 35km |

## 政治
メールール選挙区では、2001年の州議会議員選挙ではAIADMKのR・サーミが当選し、2006年の州議会議員選挙でもINCのK・V・V・ラヴィチャンドランを僅差で抑えて連続当選を果たした。